# 17.º Prêmio APCA
O Troféu APCA de 1973 foi realizado em 14 de maio, no salão superior do Teatro da Universidade Católica (TUCA), em São Paulo.
Foram premiados 91 artistas pelos 97 críticos filiados à APCA e que representavam 31 órgãos de imprensa de São Paulo. Além dos troféus, os premiados receberam uma xilogravura criada por Maria Bonomi, feita em ipê e impressa em três cores com colher de bambu, em papel japonês.

## Troféus
- Prêmio Gil Vicente (teatro)
- Prêmio Villa-Lobos (música erudita)
- Prêmio Noel Rosa (música popular)
- Prêmio Carlitos (cinema)
- Prêmio da Crítica (televisão)
- Prêmio Mário de Andrade (literatura)
- Prêmio Artes Visuais

## Premiados

### Artes Visuais
- Pintor: Antonio Henrique do Amaral
- Desenhista: Lothar Charoux
- Gravador: Emanoel Araújo
- Escultor: Frans Krajcberg
- Fotógrafo: Antônio Carlos Rodrigues
- Objeto: Mira Schendel
- Proposta Nova: Maurício Fridman, Antonio Lizárraga e Gerty Saruê
- Menção Especial: Pedro de Oliveira Ribeiro Neto

### Cinema
- Filme Nacional: Os Inconfidentes (Joaquim Pedro de Andrade)
- Filme Estrangeiro: A Última Sessão de Cinema (Peter Bogdanovich)
- Diretor: Paulo César Saraceni
- Diretor de Fotografia: Mário Carneiro
- Montador: Sylvio Renoldi
- Ator: Carlos Kroeber
- Atriz: Norma Bengell
- Menção Especial:

### Literatura
- Prosa de Ficção: Nélida Piñon
- Poesia: Gerardo Mello Mourão
- Ensaio: Telê Ancona Lopez
- Menção Especial: Suplemento Literário do jornal O Estado de S. Paulo e Conselho Estadual de Cultura

### Música Erudita
- Compositor: José Antonio de Almeida Prado
- Regente: Henrique Morelenbaum
- Solista: Antônio Lauro Del Claro
- Recitalista: Edson Elias
- Cantora: Victoria Kerbauy
- Menção Especial: Paulo Portugal, Heloísa Helena Rezende, José Carlos Coccarelli, Departamento Municipal de Cultura e maestro Walter Lourenção

### Música Popular
- Compositor: Caetano Veloso
- Letrista: Chico Buarque
- Solista: Hermeto Pascoal
- Cantora: Elis Regina
- Cantor: Agostinho dos Santos
- Conjunto Instrumental: Quinteto Violado
- Conjunto Vocal: MPB4
- Menção Especial: Walter Franco (revelação), Marcus Pereira (publicidade), Banda de Pífanos de Caruaru, José Ramos Tinhorão e Fernando Faro

### Teatro
- Autor: Carlos Queiroz Telles
- Diretor: Ademar Guerra
- Ator: Juca de Oliveira
- Atriz: Suely Franco
- Atriz Coadjuvante: Cláudia Decastro
- Compositor: Cláudio Petraglia
- Cenografia e Figurinista: Hélio Eichbauer
- Coreografia: Marilena Ansaldi
- Revelação de Autor: Paulo Pontes
- Revelação de Atriz: Luís Antônio Martinez Corrêa
- Revelação de Ator: Valter Santos
- Revelação de Figurinista: Laura Regina Tetti

- Espetáculo: A Viagem (Ruth Escobar)
- Equipe de Tradutores: O Homem de La Mancha
- Prêmio Especial: Sábato Magaldi
- Menção Especial: Teatro da Universidade Católica (pelo espetáculo O Terceiro Demônio), Teatro Popular União e Olho Vivo (pelo espetáculo Rei Momo) e Prefeitura Municipal de Santo André

### Televisão
- Programa Cultural ou Artístico: Elis Especial
- Equipe de Telejornalismo: Rede Globo
- Produtor de TV: Miele & Bôscoli
- Diretor Artístico: Walter Avancini
- Ator: Paulo Gracindo
- Atriz: Dina Sfat
- Animador: Silvio Santos
- Entrevistadora: Hebe Camargo
- Menção Especial: